# Mampok
Mampok is een bestuurslaag in het regentschap Kepulauan Anambas van de provincie Riau-archipel, Indonesië. Mampok telt 651 inwoners (volkstelling 2010).